# Leucaltidae
Famille
La famille des Leucaltidae est une famille de l'embranchement des éponges, dans l'ordre des Clathrinida (éponges calcaires).

## Liste des  genres
Selon World Register of Marine Species (2 mars 2016) :
- genre Ascandra Haeckel, 1872 -- 13 espèces
- genre Leucaltis Haeckel, 1872 -- 3 espèces
- genre Leucettusa Haeckel, 1872 -- 12 espèces
- genre Leuclathrina Borojevic & Boury-Esnault, 1987 -- 1 espèce